# Пайн-Айленд (льодовик)
Льодовик Пайн-Айленд (ЛПА) — великий льодовиковий потік льодовик Антарктиди, що найшвидше тане і відповідає приблизно 25 % втрати льоду Антарктиди.

Льодовикові потоки течуть із заходу на північний захід уздовж південної сторони Гудзонових гір до затоки Пайн-Айленд, море Амундсена.
Нанесений на карту Геологічною службою США (USGS) за результатами досліджень та повітряних фотографій ВМС США (USN) 1960—1966 рр. і названий Консультативним комітетом з антарктичних назв (US-ACAN) разом із затокою Пайн-Айленд.

Територія, що дренується льодовиком Пайн-Айленд, становить близько 10 % Західноантарктичного льодовикового щита.

Супутникові вимірювання показали, що сточище льодовика Пайн-Айленд має найбільший чистий внесок льоду в море, ніж будь-який інший дренажний басейн льоду у світі, і це збільшилося через нещодавнє прискорення льодовикового потоку.
У лютому 2020 року від льодовика відколовся айсберг, приблизно вдвічі більший за Вашингтон, округ Колумбія.
Рух льоду на льодовику Пайн-Айленд прискорився до понад 33 футів на день.
Льодовиковий потік надзвичайно віддалений, з найближчою постійно діючою дослідницькою станцією у Ротері, приблизно за 1300 км.

На територію не претендує жодна держава, а Договір про Антарктику забороняє будь-які нові претензії, поки він діє.

## Дренаж льодового покриву
Антарктичний льодовиковий щит — найбільша маса льоду на землі, що містить об'єм води, еквівалентний 57 м глобального рівня моря.

Льодовиковий щит утворюється зі снігу, який падає на континент і ущільнюється під дією власної ваги.
Потім лід під власною вагою рухається до країв континенту.
Більша частина цього транспорту в море здійснюється льодовиковими потоками (швидше рухомими каналами льоду, оточеними повільніше рухомими льодовиковими стінками) і вихідними льодовиками.

Антарктичний льодовиковий щит складається з великого, відносно стабільного, Східноантарктичного льодовикового щита і менший, менш стабільний, Західноантарктичний льодовиковий щит.
Західноантарктичний льодовиковий щит дренується у море кількома великими крижаними потоками, більшість з яких впадають або до шельфового льодовика Росса, або до шельфового льодовика Філхнера-Ронна.
Пайн-Айленд і льодовика Твейтса — два основних льодовикових потоки Західної Антарктики, що не впадають у великий шельфовий льодовик.
Вони є складовою району під назвою Набережна моря Амундсена.
Загальна площа 175 000 км², що становить 10 % Західноантарктичного льодовикового щита, стікає в море через льодовик Пайн-Айленд, ця область відома як сточище льодовика Пайн-Айленд.

## Слабке нижнє черево Західноантарктичного льодовикового щита
Льодовики Пайн-Айленд і Твейтса є двома з п'яти найбільших льодовикових потоків Антарктиди.
Вчені виявили, що швидкість цих льодовикових потоків прискорився в останні роки, і припустили, що якщо вони розтануть, глобальний рівень моря підніметься на 1-2 м, дестабілізуючи Західноантарктичний льодовиковий щит і, можливо, ділянки Східноантарктичного льодовикового щита.

В 1981 році Террі Хьюз припустив, що регіон навколо затоки Пайн-Айленд може бути «слабким черевом» Західноантарктичного льодовикового щита.

Це ґрунтується на тому факті, що, на відміну від більшості великих льодовикових потоків Західної Антарктики, ті, що впадають у море Амундсена, не захищені від океану великими плавучими шельфовими льодами.
Крім того, хоча поверхня льодовика знаходиться вище рівня моря, його основа лежить нижче рівня моря і схиляється вниз, це говорить про те, що немає геологічного бар'єру, який би зупинив відступ льоду після його початку.

## Прискорення і танення
Льодовик Пайн-Айленд почав відступати в 1940-х роках.

До цього відступу лінія заземлення льодовика Пайн-Айленд була розташована на підводному хребті.
Цей хребет тепер діє як бар'єр, обмежуючи кількість відносно теплої циркумполярної глибинної води, що може досягти найтовстішого льоду.
Швидкість льодовика Пайн-Айленд зросла на 77 відсотків з 1974 року до кінця 2013 року, причому половина цього збільшення припала на період з 2003 по 2009 рік.

Це прискорення означало, що до кінця 2007 року система льодовика Пайн-Айленд мала негативний баланс маси 46 гігатонн/рік,

що еквівалентно 0,13 мм/рік глобального підвищення рівня моря.

Інакше кажучи, ЛПА внесла в море набагато більше води, ніж здобула через опади.
Було припущено, що це нещодавнє прискорення могло бути викликано теплими океанськими водами в кінці ЛПА, де він має шельфовий льодовик довжиною приблизно 50 км.

Також було показано, що ЛПА зазнав швидкого витончення протягом голоцену, і що цей процес може тривати століттями після його початку.

Льодовиковий фронт залишався в більш-менш стабільному положенні в 1973—2014 роках, відступивши на 10 км в 2015 році
.

## Підльодовиковий вулкан
У січні 2008 року вчені Британської антарктичної служби (BAS) повідомили, що 2200 років тому під льодовиковим щитом Антарктики вивергнувся вулкан.
Це було найбільше виверження в Антарктиці за останні 10 000 років.
Вулкан розташований у Гудзонових горах, неподалік від льодовика Пайн-Айленд.

Виверження поширило шар вулканічного попелу та тефри на поверхню льодовикового щита.
Цей попіл потім був захований під снігом і льодом.
За глибиною захоронення попелу оцінювали дату виверження.
У цьому методі використовуються дати, розраховані з найближчих кернів льоду.

Наявність вулкана підвищує ймовірність того, що вулканічна активність могла сприяти або може сприяти збільшенню швидкості льодовика у майбутньому.

В 2018 році було виявлено, що під льодовиком Пайн-Айленд є значне вулканічне джерело тепла, приблизно вдвічі менше, ніж діючий вулкан Грімсвотн в Ісландії.

Того ж року було опубліковане дослідження, у якому був висновок, що скеля під WAIS піднялася з більшою швидкістю, ніж вважалося раніше, автори припустили, що це в кінцевому підсумку може допомогти стабілізувати льодовий щит.